# Сиракьюс (Юта)
Сиракьюс (англ. Syaracuse) — это город в округе Дейвис, штат Юта, США. Он расположен около Большого Соленого озера. Сиракьюс является частью Огдена-Клирфилда, столичной статистической зоны штата Юта. В городе наблюдается быстрый рост и развитие с 1990-х годов.
Город был назван ранними поселенцами в Сиракузах, штат Нью-Йорк, который прославился своим производством соли в XIX веке.

## География
Город расположен в северной части округа Дейвис на восточной стороне Большого Соленого озера. Граничит на севере с Вест-Пойнтом, на северо-востоке и востоке с Клирфилдом, а на юго-востоке с Лейтоном.
По данным Бюро переписи населения США, общая площадь Сиракьюса составляет 9,6 кв.миль (24,8 км кв.). Из которых 0,01 кв. миль (0,015 кв.км), или 0,06 %, составляют вода.

## Демография
| Год переписи                    | Нас.  |       | %±     |
| ------------------------------- | ----- | ----- | ------ |
| 1890                            | 299   |       | —      |
| 1900                            | 299   |       | —      |
| 1910                            | 553   |       | 84,9%  |
| 1920                            | 629   |       | 13,7%  |
| 1930                            | 890   |       | 41,5%  |
| 1940                            | 732   |       | −17,8% |
| 1950                            | 837   |       | 14,3%  |
| 1960                            | 1061  |       | 26,8%  |
| 1970                            | 1843  |       | 73,7%  |
| 1980                            | 3702  |       | 100,9% |
| 1990                            | 4658  |       | 25,8%  |
| 2000                            | 9398  |       | 101,8% |
| 2010                            | 24331 |       | 158,9% |
| 2018                            | 30400 | [ 4 ] | 24,9%  |
| 1890–2018 U.S. Decennial Census |       |       |        |

Из переписи 2010, обнаружилось 24331 человек из которых 6362 имели домашнее хозяйство.
Плотность населения составляла примерно 2792 человека на квадратную милю (1736 на км. квадратный)
Обнаружено 6534 единицы жилья.
Расовый состав города содержит: 94,6 % белых, 2,9 % азиатов, 1,2 % афроамериканцев, 0,7 % коренных американцев, 0,6 % жителей тихоокеанских островов, 2,7 % других рас.
Существовали 6362 семей, из которых 42,0 % (2010 г.) имели детей в возрасте до 18 лет, проживающих с ними, 83,3 % (2000 г.) были женатыми парами, 5,4 % (2000 г.) имели домохозяек без мужа, и 9,1 % (2000) не имели семьи.
В городе население было различным: 42,0 % (2010 г.) в возрасте до 18 лет, 10,6 % (2000 г.) с 18 до 24 лет, 30,7 % (2000 г.) с 25 до 44 лет, 14,9 % (2000 г.) с 45 до 64 лет, и 4,5 % (2010), 65 лет и старше. Средний возраст составлял 26,5 года (2010 г.). На каждые 100 женщин приходилось 102,56 мужчин (2010). На каждые 100 женщин возрастом 18 лет и старше приходилось 101,4 мужчин (2000).
Средний доход в год на семью в городе составлял 58 223 доллара (2000 год). Средний доход мужчин составлял 41346 долларов (2000 г.) против 24792 долларов (2000 г.) женщин.
Доход на душу населения в год в городе составлял 16 989 долл. США (2000 год). Около 2,1 % (2000) семей и 2,4 % (2000) населения находились за чертой бедности, в том числе 2,9 % (2000) из них моложе 18 лет и 6,5 % (2000) из тех, кому 65 лет и старше.